# Великоолександрівська сільська рада (Казанківський район)
Великоолекса́ндрівська сільська́ ра́да — адміністративно-територіальна одиниця та орган місцевого самоврядування в Казанківському районі Миколаївської області. Адміністративний центр — село Великоолександрівка.

## Загальні відомості
- Населення ради: 916 осіб (станом на 2001 рік)

## Населені пункти
Сільській раді підпорядковані населені пункти:
- с. Великоолександрівка
- с. Андріївка
- с-ще Добровільське
- с. Романівка

## Склад ради
Рада складається з 12 депутатів та голови.
- Голова ради: Лейбович Олена Володимирівна
- Секретар ради: Бродецька Олена Георгіївна

### Керівний склад попередніх скликань
| Прізвище, ім'я, по батькові  | Основні відомості                                                         | Дата обрання | Дата звільнення |
| ---------------------------- | ------------------------------------------------------------------------- | ------------ | --------------- |
| Лейбович Олена Володимирівна | Сільський голова, 1968 року народження, освіта вища                       | 26.03.2006   | 31.10.2010      |
| Лейбович Олена Володимирівна | Сільський голова, 1968 року народження, освіта вища, член Партії регіонів | 31.10.2010   |                 |

Примітка: таблиця складена за даними сайту Верховної Ради України

### Депутати
За результатами місцевих виборів 2010 року депутатами ради стали:

#### За суб'єктами висування
| Суб'єкт висування | Кількість обраних депутатів | %    |
| ----------------- | --------------------------- | ---- |
| Партія регіонів   | 9                           | 75   |
| Самовисування     | 2                           | 16,7 |
| Народна партія    | 1                           | 8,3  |

#### За округами
| № округу        | Прізвище, ім'я, по батькові      | Дата визнання обраним | Освіта  | Партійна приналежність | Відомості про обраного депутата                      |
| --------------- | -------------------------------- | --------------------- | ------- | ---------------------- | ---------------------------------------------------- |
| Народна Партія  |                                  |                       |         |                        |                                                      |
| 4               | Копійка Тетяна Борисівна         | 01.11.2010            | вища    | позапартійна           | Відділ статистики у Казанківському районі, начальник |
| Партія регіонів |                                  |                       |         |                        |                                                      |
| 3               | Шупрудько Інна Михайлівна        | 01.11.2010            | середня | член Партії регіонів   | приватний підприємець                                |
| 5               | Баланська Світлана Володимирівна | 01.11.2010            | середня | член Партії регіонів   | Великолександрівська сільськабібліотека, директор    |
| 6               | Курабко Василь Павлович          | 01.11.2010            | середня | член Партії регіонів   | тимчасово не працює                                  |
| 7               | Мішура Олександр Анатолійович    | 01.11.2010            | середня | член Партії регіонів   | Одеська залізничнадорога, черговий                   |
| 8               | Бродецька Олена Георгіївна       | 01.11.2010            | середня | член Партії регіонів   | Великоолександрівська сільськарада, секретар         |
| 9               | Роман Іван Васильович            | 01.11.2010            | середня | член Партії регіонів   | Великолександрівська сільська рада, техпрацівник     |
| 10              | Септа Любов Сергіївна            | 01.11.2010            | середня | член Партії регіонів   | Великоолександрівськасільська рада, бухгал-тер       |
| 11              | Пісоченко Павло Павлович         | 01.11.2010            | середня | член Партії регіонів   | Великоолександрівська загальноосвітня школа, кочегар |
| 12              | Бродецький Микола Іванович       | 01.11.2010            | середня | член Партії регіонів   | підприємець                                          |
| Самовисування   |                                  |                       |         |                        |                                                      |
| 1               | Марчук Валентина Володимирівна   | 01.11.2010            | середня | позапартійна           | тимчасово не працює                                  |
| 2               | Калита Людмила Олексіївна        | 01.11.2010            | середня | позапартійна           | Великолександрівське відділеннязв'язку, листоноша    |